# Ashland Township (Pennsylvanie)
Pour les articles homonymes, voir Ashland.
Ashland Township est un township, situé au centre-nord-ouest du comté de Clarion, aux États-Unis,. En 2010, il comptait une population de 1 114 habitants.

## Démographie
Lors du recensement de 2010, le township comptait une population de 1 114 habitants. Elle est également estimée, en 2018, à 1 063 habitants.

### Source de la traduction
- (en) Cet article est partiellement ou en totalité issu de l’article de Wikipédia en anglais intitulé « Ashland Township, Clarion County, Pennsylvania » (voir la liste des auteurs).